# Netzkater
Netzkater ist ein zur Landgemeinde Harztor, Ortsteil Ilfeld, gehörender ehemaliger Villenort. Netzkater ist durch ein Ausflugslokal mit Hotel bekannt geworden, das 2011 abgerissen wurde.

## Lage
Der Ort liegt auf 309 m ü. NN im Tal der Bere, zwischen dem Fuße des 516,2 m hohen Sandlünz und dem östlichen Fuße des Netzberges an der Einmündung der Bundesstraße 81 in die Bundesstraße 4. und der noch näher gelegenen Düringsklippe.
Etwa 140 Meter nordnordöstlich des Haltepunkts Netzkater mündet der Brandesbach in die Bere. Der Schuppenbach fließt etwas nördlich an Netzkater vorbei und teilt sich 130 Meter von der Raststätte in zwei Arme auf. Der linke mündet auf einer Höhe von 307,1 m in die Bere. Die Mündung liegt nur 120 Meter in westsüdwestlicher Richtung vom Haltepunkt bzw. 270 m südöstlich vom Rastplatz entfernt. 310 Meter südwestlich davon mündet auch der zweite Arm, 350 m vom Rastplatz und 430 m vom Haltepunkt entfernt, in die Bere.
Ein offenbar namenloser Bach, der aus zwei Quellarmen am Fuße des Netzberges entspringt, fließt zur Bundesstraße 4, folgt dieser bis Netzkater, durchfließt den Ort und mündet nach 1,1 km Bachlauf (von der Quelle des längsten Quellarms gemessen) etwa 80 Meter von Netzkater entfernt in den rechten Mündungsarm des Schuppenbachs.

## Geschichte

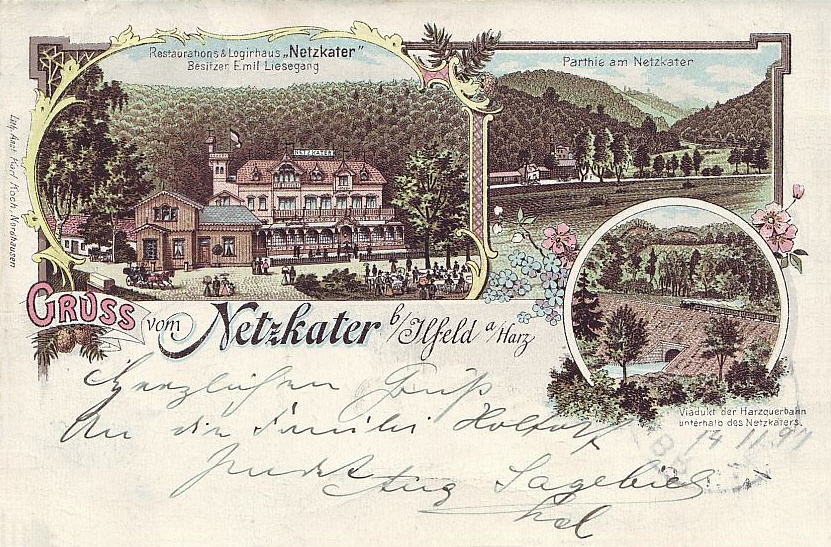
Netzkater auf einer 1897 gelaufenen Postkarte

Die Anfänge des Ortes gehen auf die Ilfelder Prämonstratensermönche zurück, die hier zu Beginn des 13. Jahrhunderts im Herrschaftsbereich der Grafen von Hohnstein einen Fischteich anlegten. Die Mönche trockneten auf den benachbarten Netzwiesen ihre Fischernetze. In den Gebäuden des aufgegebenen Klosters wurde 1546 die Klosterschule Ilfeld gegründet. Ein Wanderweg führt heute von Netzkater zur als Krankenhaus (Neanderklinik Harzwald) genutzten ehemaligen Klosterschule.
Über die Geschichte des Ortes ist ansonsten nur sehr wenig bekannt. Ab 1737 wurde im nahegelegenen Rabensteiner Stollen Steinkohle abgebaut, was für den vom Erzbergbau geprägten Harz ungewöhnlich ist. Die Vorräte und Qualität der Kohlen waren nur gering, so dass der Abbaubetrieb vorrangig dem Eigenbedarf der einheimischen Bevölkerung diente. Im selben Jahr entstand in der Nähe der Ortschaft auf Betreiben des Grafen Christian Ernst zu Stolberg-Wernigerode das nach ihm benannte Forsthaus „Christianenhaus“. Nach mehreren Umgestaltungen und einem Umbau zum Ferienlager in den 1970er-Jahren entstand daraus eine Ausflugsgaststätte.
An der Einmündung der heutigen B4 in die B81 wurde ein hannoversches Chausseehaus errichtet, in dem Chausseegeld für die Straßenbenutzung entrichtet werden musste, da Ilfeld damals zum Königreich Hannover gehörte.
Acht Jahre nachdem im Deutschen Krieg 1866 das Königreich Hannover an das Königreich Preußen gefallen war, wurde das Chausseegeldhaus, für das sich die Bezeichnungen „Einnahme“ oder „Ilfelder Thal“ eingebürgert hatten, überflüssig. Das Amt Hohnstein zu Ilfeld hatte bereits zuvor in Abstimmung mit der Landdrostei Hildesheim dem Wegegeldeinnehmer Beurmann die von diesem erbetene Konzession für das Betreiben einer Schankwirtschaft in der „Einnahme“ erteilt, für die nach dem Mitte der 1880er-Jahre erfolgten Besitzerwechsel die neue Bezeichnung „Netzkatzer“ gewählt wurde. Innerhalb weniger Jahre entwickelte sich die frühere „Einnahme“ zum beliebtesten Ausflugsziel um Ilfeld. Die Konzessionserteilung der Gastwirtschaftsrechte erfolgte 1883. Das den Ort bekannt machende Hotel erhielt 1897/98 einen vom Architekten Becker aus Nordhausen errichteten Vergrößerungsbau als Restaurations- & Logirhaus „Netzkater“, damals in Besitz von Emil Liesegang (1858–1929). Dieser hatte die damals noch Einnahme genannte Gaststätte 1893 gekauft und zum Hotel ausgebaut. Die Gaststätte wurde bereits 1873 schriftlich erwähnt – die Schüler der Ilfelder Klosterschule feierten hier im Vorjahr ein gemeinsames fröhliches Beisammensein. Vom 27. Januar 1919 ist ein Großbrand im Hotel überliefert, welches danach saniert und weiterbetrieben wurde. Seit der Wende stand das Hotel leer und verfiel.

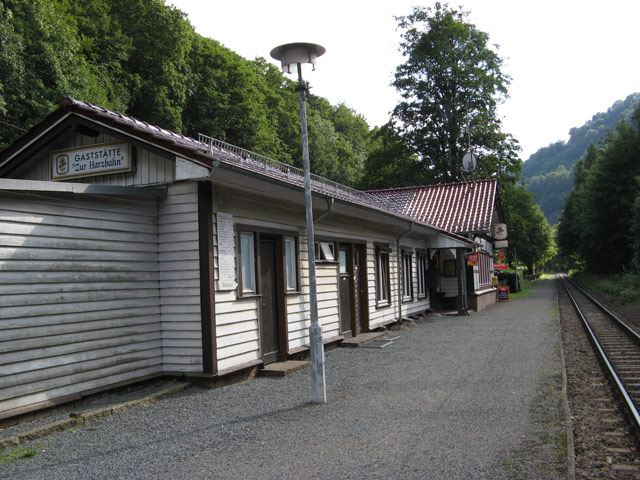
Haltepunkt Netzkater der Harzquerbahn

In der Nähe des Ortes bestand bereits 1897 ein Viadukt der Harzquerbahn. Diese erreichte am 7. Februar 1898 Netzkater. Im Bahnhofsgebäude befindet sich seit einigen Jahren die Gaststätte Zur Harzquerbahn. Die Verlängerung von Netzkater bis Benneckenstein wurde am 15. September des Jahres 1898 eingeweiht. Granatbeschuss ab dem 13. April 1945 richtete an Bahnanlagen und -gebäuden des Bahnhofs Schäden an.
Zwischen 1930 und 1940 wurden bei Netzkater Steinbrüche eingerichtet. Dokumentiert ist ein im März 1945 gegründetes Außenlager des KZ Mittelbau-Dora mit 21 Häftlingen. Wahrscheinlich handelte es sich hierbei um ein Außenarbeitskommando in den Steinbrüchen – das Kommando Steinbruch Netzkater. Die Häftlinge im Steinbruch wurden ursprünglich direkt vom KZ Mittelbau gestellt, kamen ab 1944 vom KZ-Außenlager Harzungen. Der Direktor der Mittelwerk GmbH, Albin Sawatzki, lebte in den 1940er-Jahren in Netzkater. Sawatzki hielt im Hotel mit dem Generaldirektor der Mittelwerk GmbH Georg Johannes Rickhey, teils unter Beteiligung von Wernher von Braun, Beratungen ab. Im Zuge des Versetzens von Ilfeld in Verteidigungsbereitschaft am 8. April 1945 verlegte Oberstleutnant Großkreuz seinen Gefechtsstand in das Hotel Netzkater und verwendete den Keller als Verbandsplatz. Der Hotelbesitzer musste mit seiner Familie ins Hufhaus umziehen. Vor dem Eintreffen der amerikanischen Truppen, die das Hotel plünderten, wurde das vor dem Hotel aufgestellte Geschütz gesprengt, was zu erheblichen Schäden am Gebäude führte.
Das Restaurations & Logirhaus wurde nach 1945 als Hotel Netzkater und zuletzt als Ausflugsgaststätte Netzkater von der Familie Liesegang (zuletzt Christel, Renate, Walter und Therese Liesegang) betrieben. Postkarten aus den 1890er-Jahren bis in die 1980er-Jahre zeigen Ort und Gaststätte, die sich in der Zeit äußerlich nur wenig veränderte und dabei den verschiedensten Verlagen sowohl im Deutschen Kaiserreich, der Weimarer Republik, dem Dritten Reich als auch in der DDR immer wieder als Motiv diente.

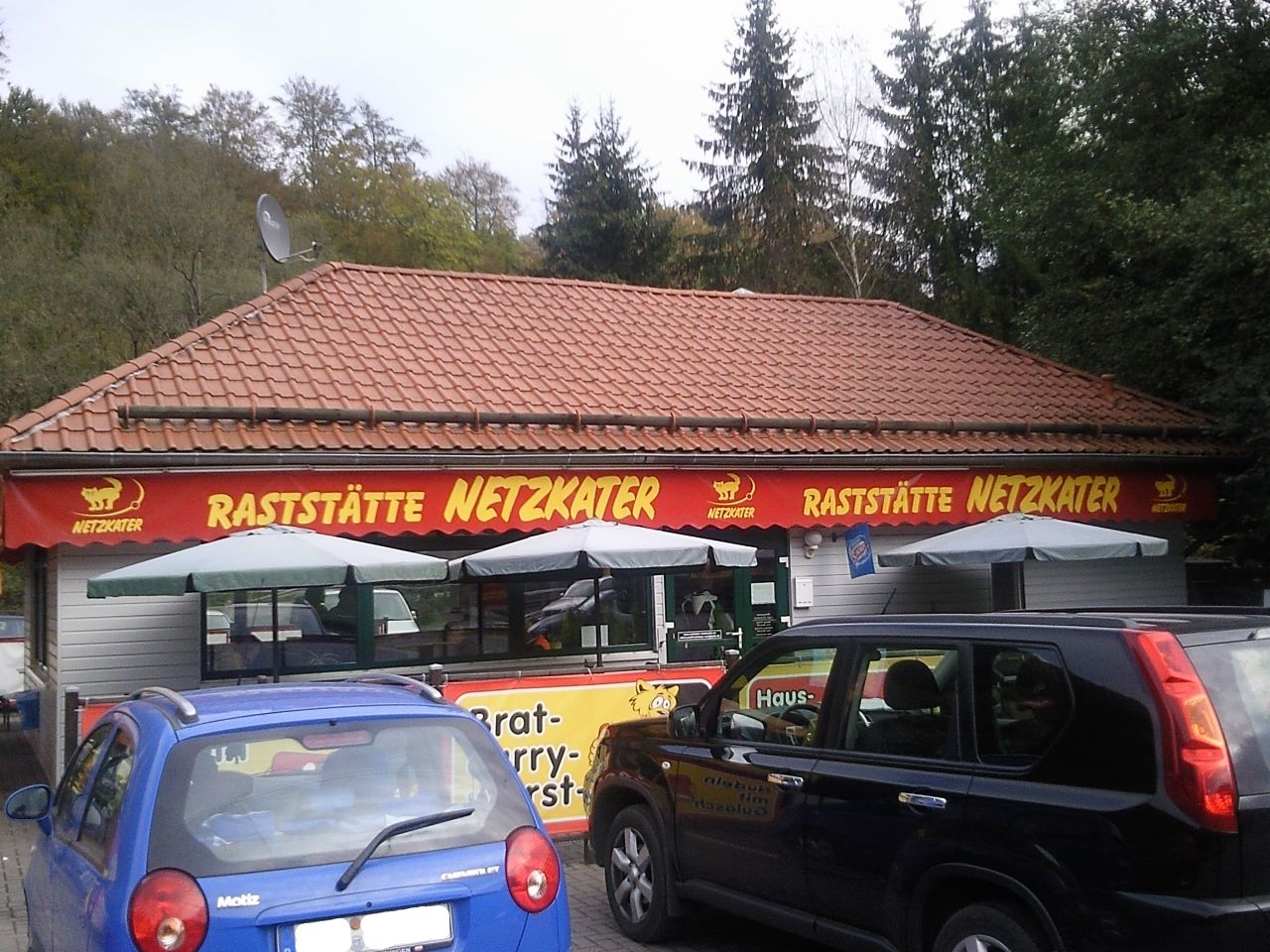
Raststätte Netzkater

An der B4 Richtung Rothesütte lag spätestens ab 1910 bis mindestens 1933 die Pension Zur Eiche. Das Haus existiert noch heute. Gegenüber dem Hotel entstand eine Tankstelle. Heute befindet sich hier die Raststätte Netzkater.

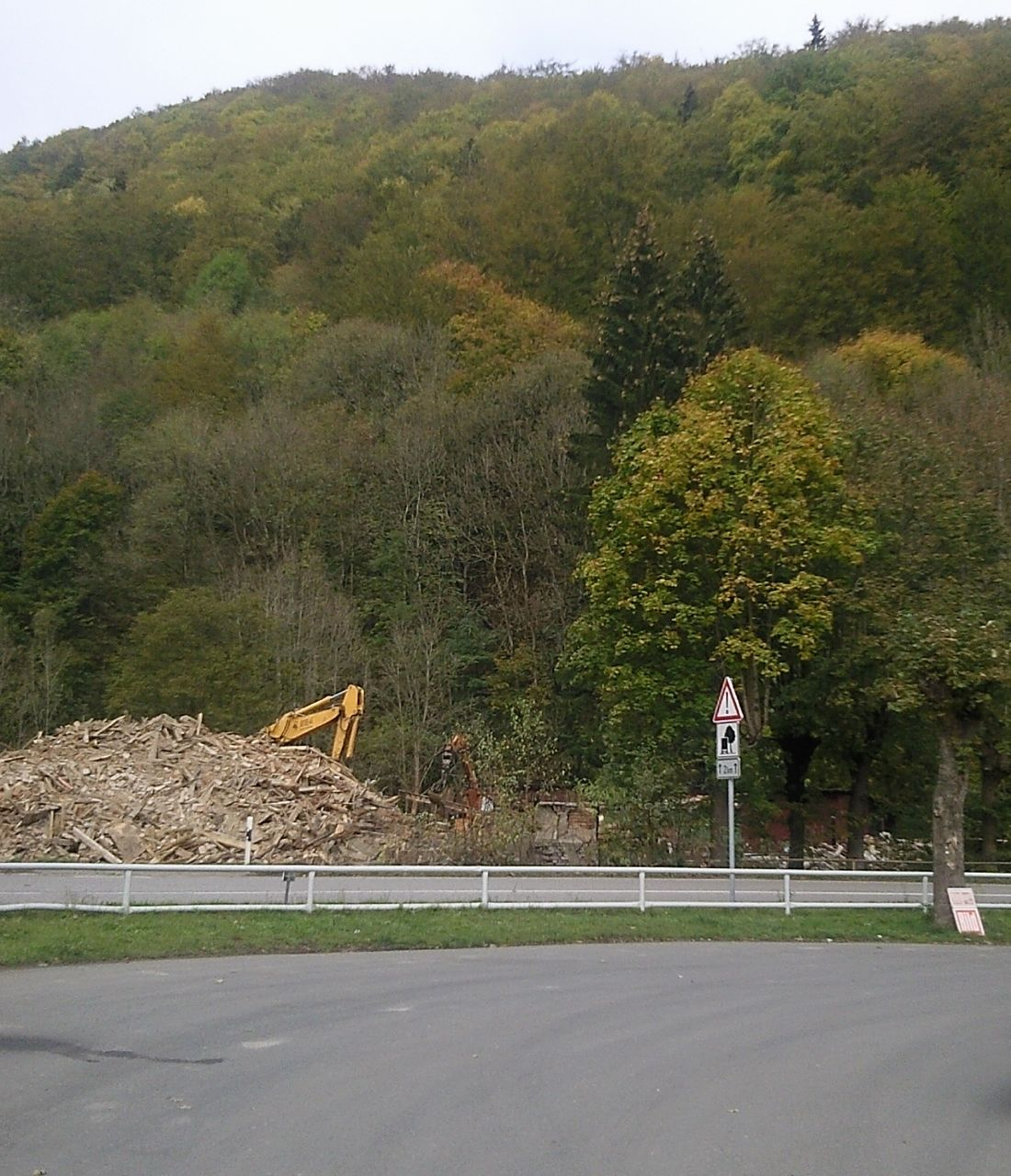
Abriss des Hauses (2011)

Das Restaurant und Hotel Netzkater blieb über die gesamte DDR-Zeit bei Wanderern und Familien beliebt. Zum Ende der DDR wurde es als Ferienheim des VEB Leuna-Werke Walter Ulbricht geführt. In einem Glaskasten wurde ein ausgestopfter Wildkater gezeigt – die letzte im Harz erlegte Wildkatze, angeblich in einem Netz gefangen. 1989 gab die Familie Liesegang aus Alters- und Gesundheitsgründen auf. Das Hotel sollte verkauft werden. Kurz nach der Schließung wurde der ausgestellte Wildkater bei einem Einbruch gestohlen. Der Verkauf kam jedoch über lange Zeit nicht zustande und durch die Nichtbewirtschaftung erlosch die Genehmigung zum gastronomischen Betrieb. Eine Neugenehmigung scheiterte daran, dass Netzkater in einem Wasserschutzgebiet lag und die Wasserver- und Abwasserentsorgung völlig neu hätte gebaut werden müssen – der nächstgelegenen Anschluss lag am Gänseschnabel. Dennoch fand sich 1999 ein Käufer. Der neue Besitzer setzte kurz nach dem Kauf einen Finderlohn auf den gestohlenen Wildkater aus. Dem Käufer wurde die gewerbliche Umgestaltung des Hauses, die durch den langen Leerstand und den damit einhergegangen Verfall nötig wurde, zunächst verwehrt. Da die Sanierung nach Aufhebung des Wasserschutzes im Jahr 2006 nicht mehr möglich war, sieht ein neuer Bauplan den Neubau als Großgastronomie mit Biergarten, Freilichtbühne und Streichelzoo vor. Der Abriss des traditionsreichen Hauses wurde im Jahr 2011 beendet.

## Namensherkunft
Eine volksetymologische Herleitung des Namens erfolgte aus den an den Netzwiesen angeblich gelegenen einfachen Häusern, sogenannten Katen. Der Name Netzkater wurde offenbar aber erst vom neuen Besitzer Emil Liesegang Mitte der 1880er-Jahre nach dem gefangenen und im Restaurant ausgestellten Wildkater eingeführt. Geographische Bezeichnungen mit dem Wortstamm Netz- gab es im Bereich von Netzkater aber bereits seit dem 13. Jahrhundert, als hier von den Mönchen der Fischteich angelegt wurde und der Netzberg seinen Namen erhielt.

## Trivia
Die Netzwiesen am Netzkater sind ein natürlicher Schutz vor Hochwasser der Bere. Sie schützen den Ort vor Überschwemmungen und boten im November 2010 auch einigen Kühen eine Fluchtmöglichkeit vor dem Hochwasser.